# 대구 전투
대구 전투(大邱戰鬪)는 6.25 전쟁 초기 유엔사령부(UNC)와 조선인민군(KPA)의 교전으로, 1950년 8월 5일부터 8월 20일까지 대한민국 대구시 일대에서 전투가 계속되었다. 이 전투는 낙동강 방어선 전투의 일부이자 낙동강 공세 당시 주요 전투들 중 하나였다. 이 전투는 낙동강을 건너 대구를 공격하려는 조선인민군의 시도를 저지하면서 유엔의 승리로 끝났다.
조선인민군 5개 사단은 낙동강을 건너 서쪽과 북쪽에서 공격할 준비를 하고 시내를 에워싸고 있었다. 대한민국 육군 제2군단과 미 제1기병사단이 도시를 방어했다. 연이은 교전에서 각 조선인민군 사단은 낙동강을 건너 방어군을 공격하려 했다. 이러한 공격의 성공은 다양했는데, 국군 부문의 공격은 더욱 성공적이였던 반면에 제1기병사단 부문의 공격은 격퇴되었다.
전투 중, 조선인민군 병력은 303고지에서 미군을 기습하여 포로로 잡았다. 전투 후반에 이 미군들은 303고지 학살 사건에서 기관총에 사살당했다. 유엔군은 조선인민군 대부분을 몰아내는 데 성공했고, 도시는 천평 계곡 전투에서 마침내 확보되었다.

## 배경

### 전쟁 발발
1950년 6월 25일, 북한의 남한 침공과 함께 6.25 전쟁이 발발했고, 이어 유엔 안전 보장 이사회가 대한민국을 방어하기 위해 군대를 파견하기로 의결했다. 안보리 상임이사국인 미국은 일본의 군정기가 여전히 유효했던 일본과 오키나와섬에 주둔하고 있는 기지에서 즉시 전력(미 해군과 미 공군(USAF) 병력)을 한국 남동부에 배치했다. 오스트레일리아, 캐나다, 뉴질랜드, 영국과 같은 나라들은 모두 유엔의 조치를 지원하기 위해 해군 함정을 신속하게 파견했다.
미군의 초기 목표는 조선민주주의인민공화국의 침략을 저지하는 데 있는 남은 대한민국 육군을 지원함으로써 대한민국 정부의 완전한 붕괴를 막는 것이었다. 그러나 더글러스 맥아더 유엔군 사령관은 대한민국 시찰 후 미국 육군의 지상군을 투입할 필요가 있음을 깨달았다.
남침 당시 가장 가까운 미 지상군은 일본에 주둔한 제24보병사단이었다. 이 사단은 일반 사단에 비해 병력이 적었고, 미 의회의 군사비 절감으로 인해 장비 대부분이 다소 낡아있었다. 어찌됐든 미군 제24보병사단이 유일하게 대한민국을 신속하게 증원할 수 있었다.

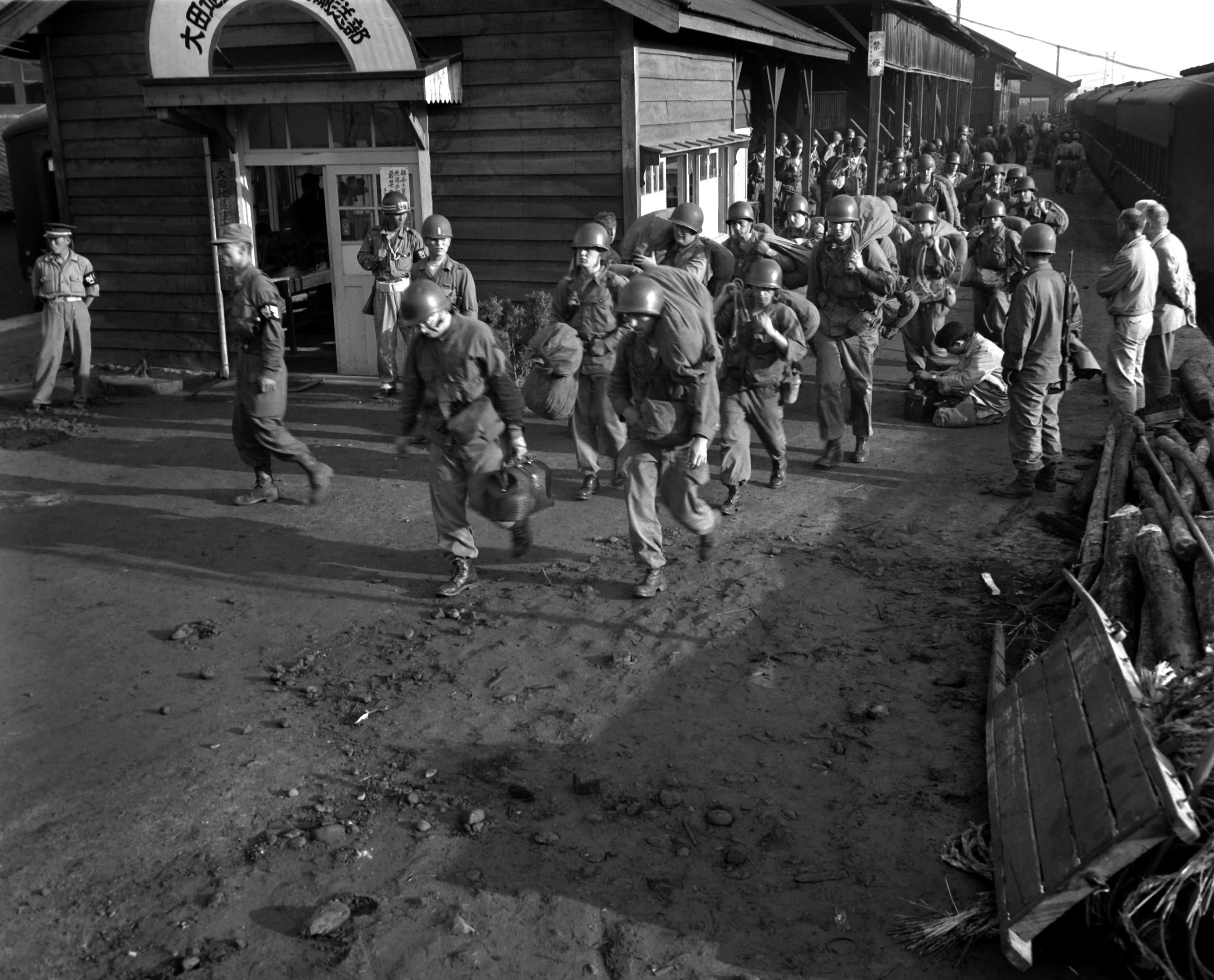
대한민국에 도착하는 스미스 부대.

이에 따라 제24보병사단은 미 공군, 미 해군, 미 해병대 항공부대의 지원을 받아 조선인민군의 진격을 둔화시키고 부산 주변에 방어 경계선을 설치하는 임무를 갖고 한국에 파견된 최초의 미군 부대였다. 맥아더 장군은 1950년 이후 서울과 가까운 대한민국 서북해안의 인천에서 제10군단을 집결시켜 상륙전을 할 수 있을 때까지 미군과 대한민국 육군이 부산 일대를 파고들도록 하기로 결정했다. 제24보병사단은 대한민국 육군과 함께 부산 방어선 안쪽에 버티고 대한민국 공군에 대한 증원 및 조선인민군에 대한 반격을 기다렸다.
도착하자마자 부산 방어선을 강화한 미군 부대 중에는 제1기병사단, 제7보병사단, 제25보병사단과 함께 물류, 의료, 정보 지원을 하는 미 제8군 부대도 있었다. 7월 5일 오산 전투에서 미 제24보병사단 진격부대가 조선인민군과의 첫 조우에서 참패했다. 오산 전투에서의 패배 후 한 달 동안 제24보병사단은 강력한 소련제 T-34 전차를 갖춘 더 많은 조선인민군 부대에 의해 거듭 뒤로 밀리고 남동쪽으로 밀려났다.
제24보병사단의 부대는 전의 전투, 천안 전투, 평택 전투 등에서 조직적으로 남동쪽으로 밀려났으며, 소규모 전투에서도 교전하였다. 제24보병사단은 대전 전투에서 조선인민군에 필사적으로 맞서 치명적인 타격을 입었지만, 조선인민군의 진격을 7월 20일로 지연시킬 수 있었다. 그 무렵 제8군의 전투 병력은 거의 매일 미국, 오스트레일리아, 뉴질랜드 등에서 새로운 유엔군이 도착하는 등 부산 주변을 공격하는 조선인민군과 대략 비슷했다.

### 북진

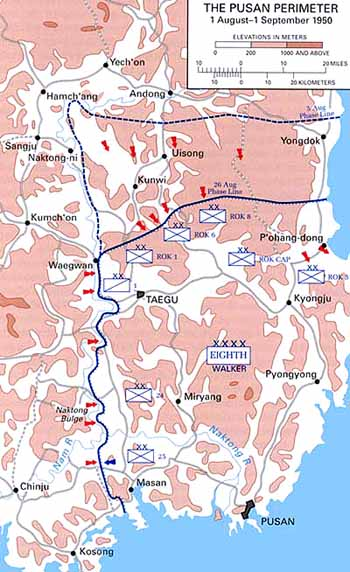
1950년 8월 부산 방어선 전술지도. 포항 전투는 북동쪽 선상에서 대한민국 육군과 조선인민군이 벌인 전투였다.

대전이 함락됨에 따라, 조선인민군은 부산 주변을 분쇄하기 위한 시도로 북부와 서부의 부산 주변을 포위하기 시작했다. 조선인민군 4사단과 6사단은 남하하여 측방 공략 전술로 진격했다. 이 두 조선인민군 사단은 부산을 남서쪽에서 점령하기 위해 유엔군의 왼쪽 측면을 공격하려 했으나 이 과정에서 분산되었다. 그들은 또한 미 공군과 미 해군의 거듭된 공습에도 노출되었다. 조선인민군은 처음에는 수적 우세, 못하여 T-34 전차와 함께였지만, 연이은 지역에서의 패배에도 불구하고, 유엔군, 항공, 해군 단위의 도움으로 동중국해에서 부산 남쪽 부근으로 가는 도중에 부산을 향한 모든 조선인민군 공격을 무디게 할 수 있었다. 부산 방어선에 대한 미국의 제공권은 유엔 지상군이 위치를 유지하는데 중요한 요소였다.
유엔군은 거듭 후퇴하다가 마침내 부산 방어선 가장자리에서 벌어진 일련의 전투에서 조선인민군은 진격을 중단했다. 7월 27일 하동군에서 새로 입국한 제29보병연대 제3대대가 조선인민군의 매복 작전으로 전멸되어 부산 지역으로 가는 통로가 열렸다. 곧이어 조선인민군이 진주시 서쪽으로 이동해 미 제19보병연대를 밀어내고 부산으로 가는 길을 개방해 조선인민군의 공격을 더 많이 받게 했다. 이후 미국의 편대는 8월 2일 노치 전투에서 측면의 조선인민군을 격파하고 밀어낼 수 있었다. 점차 송실이 늘어나면서, 서부 지역의 조선인민군 부대는 며칠 동안 철수하여 재정비를 하고 증원군을 지원받았다. 이로 인해 양측은 부산 방어선 공격에 대비할 수 있었다.

### 대구
그 사이 월턴 워커 중장은 대구에 8군 사령부를 창설했다. 대구는 낙동강 방어선 바로 중심에서 조선인민군이 근접 지원을 받으며 대거 진격할 수 있는 지역인 낙동강 협곡 입구에 있었다. 남쪽으로는 낙동강이, 북쪽으로는 산이 많은 지형이 대구를 중심으로 형성되었는데, 대구는 부산을 제외하고 유엔군의 손에 남아 있는 주요 교통 중심지이자 마지막 도시였다. 남쪽에서 북쪽으로 미국 제1기병사단과 대한민국 2군단 소속 제1보병사단과 제6보병사단이 방어를 하고 있었다. 제1기병사단은 왜관읍 남쪽 강변에 제5기병연대와 제8기병연대가 서쪽 면으로 늘어선 채 남쪽으로 낙동강을 따라 24km정도 길게 늘어서있었다. 제7기병연대는 포병과 함께 도하를 시도할 수 있는 지점이라면 어디든 증원할 준비를 하고 동쪽을 향해 진지를 유지했다. 대한민국 제1사단은 시내 바로 북쪽에 있는 산에서 서북향 전선을, 대한민국 제6사단은 동쪽으로 진지를 유지하며 군위군을 끼고 있는 좁은 계곡을 경계했다.
대구에서 조선인민군 5개 사단이 유엔군에 맞서기 위해 모였다. 남쪽에서 북쪽으로 10사단 3사단, 15사단, 13사단, 제1사단은 특성동에서 왜관읍 부근까지 대구를 에워싸고 왜관읍부터 군위군까지 넓은 영토을 점령했다. 조선인민군은 상주에서 대구까지 이어지는 낙동강 계곡의 자연회랑은 다음 남하를 위한 주요 공격의 주요 축으로 삼을 계획이었으므로 결국 사단은 모두 이 계곡을 통과하여 저지대를 따라 각기 다른 지역에서 낙동강을 건넜다. 제105기갑사단의 부대원들도 공격을 지지했다.

## 전투
8월 4일부터 5일까지 밤, 조선인민군 제13사단은 대구에서 북서쪽으로 64km 떨어진 낙동리에서 낙동강을 건너기 시작했다. 이 도하는 8월 5일 대한민국 포병대의 박격포 사격이 있을 때까지 발견되지 않았다. 사흘 밤 동안, 사단 3개 연대의 조선인민군 병사들은 무기와 장비를 머리에 이고 뗏목을 타고 강을 건넜다. 8월 7일까지 모든 사단이 건너가 한국군 1사단의 준비된 방어선에서 몇 킬로미터 떨어진 곳에 모였다.
동시에 조선인민군 제1사단은 8월 6일부터 8일까지 함창과 상주 사이의 낙동강을 건너 국군 제6사단의 구역에 진입했다. 이 공격은 미군 정찰기에 의해 빠르게 발견되었고, 조선인민군 제1사단은 즉시 국군과 교전했다. 두 사단은 8월 17일까지 군위 주변에서 교전했으며, 조선인민군 사단은 완강한 저항, 심한 공습, 그리고 막대한 사상자에 직면했다.

### 개전

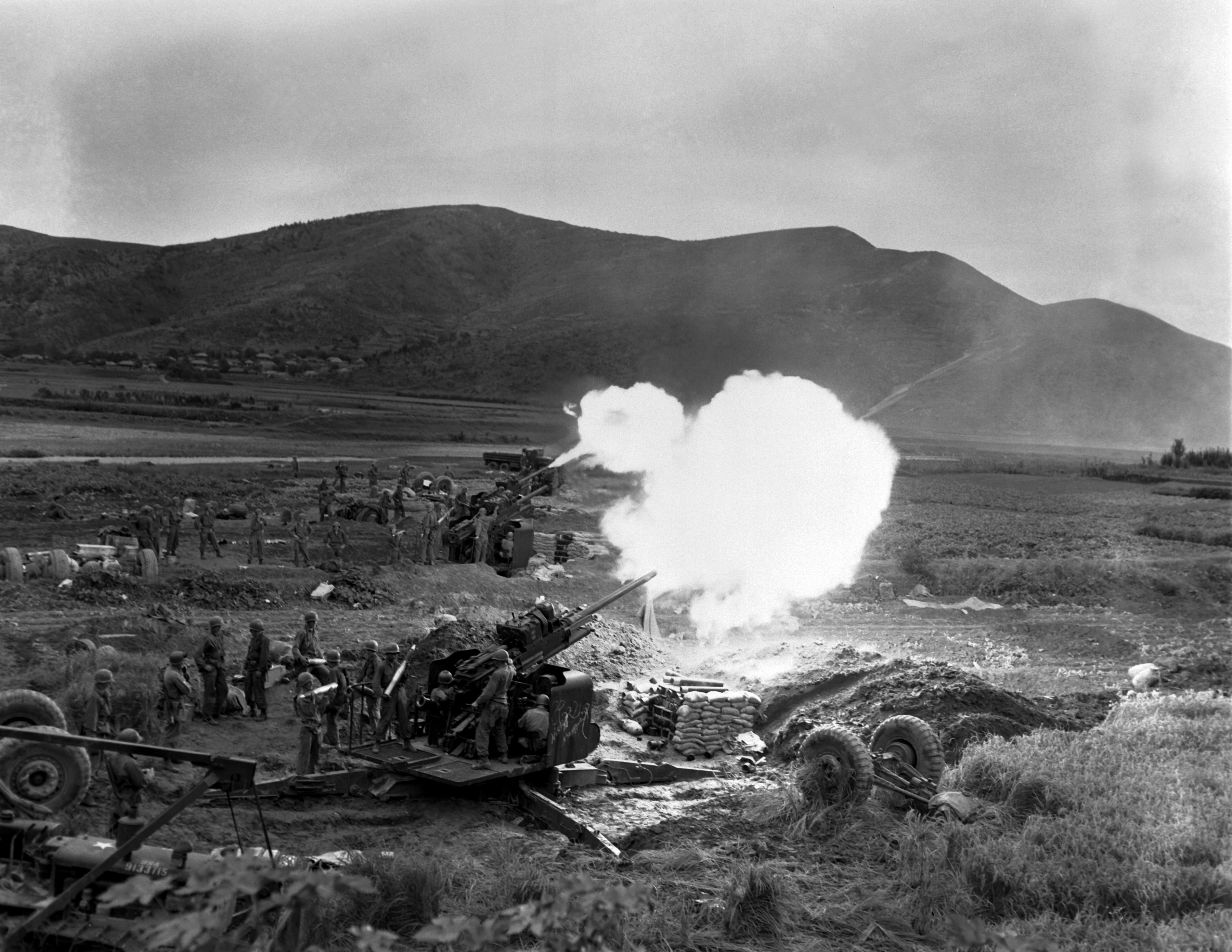
국군 제1사단을 지원하는 국군 포병대가 대구 근처에서 발포한다. 대포가 실제로 90mm 대공포임을 유의한다.

국군 부대는 제13사단이 도하를 완료하자마자 즉시 공격하여 흩어진 조선인민군을 산속으로 밀어 넣었다. 사단은 동쪽으로 재편성하여 일사불란한 야간 공격을 개시, 국군 방어선을 돌파하고 낙동리에서 대구로 향하는 주요 도로를 따라 남동쪽으로 32km 전진하기 시작했다. 일주일 만에 조선인민군 제1사단과 제13사단은 대구에서 북쪽으로 약 24km 떨어진 다부동 지역으로 집결했다.
남쪽 방어선에서 조선인민군 다음 사단인 제15사단은 8월 5일 금천에서 1,500명의 증원군을 받아 병력이 약 6,500명으로 늘어났다. 다음 날, 45연대는 낙동강을 향해 북동쪽으로 행군했다. 이 연대는 8월 7일 선산을 통과하여 미군 항공기의 공격을 받으면서도 마을 남동쪽에서 강을 건넜다. 강을 건넌 이 연대는 처음에는 아무런 저항도 받지 않고 산으로 향했다. 다른 두 연대, 즉 48연대와 50연대는 나중에 금천을 출발하여 8월 8일 새벽 이전에 인동과 왜관 사이에서 낙동강을 건너면서 차량용 수중 다리를 건설했다. 조선인민군은 강 서쪽에서 직접적인 전차 사격을 통해 이 도하를 지원했다. 이 전차들은 낮 동안 자체적으로 강을 건넜다. 조선인민군 제15사단은 도하 지점의 강 동쪽에서 201고지와 346고지를 점령한 후 11km 떨어진 다부동을 향해 동쪽 산으로 진격했다. 다음 날, 국군 제1사단은 도하 지점에서 고지를 탈환하고 조선인민군을 산속으로 더 동쪽으로 밀어 넣었다. 8월 12일부터 16일까지 조선인민군 제15사단의 3개 연대는 도하 지점 동쪽으로 8km, 다부동에서 북서쪽으로 5km 떨어진 유학산 부근의 낙동강 동쪽에서 합류했다. 조선인민군 제13사단은 국군 제1사단과 유학산에서 빠르게 교전에 돌입했다.

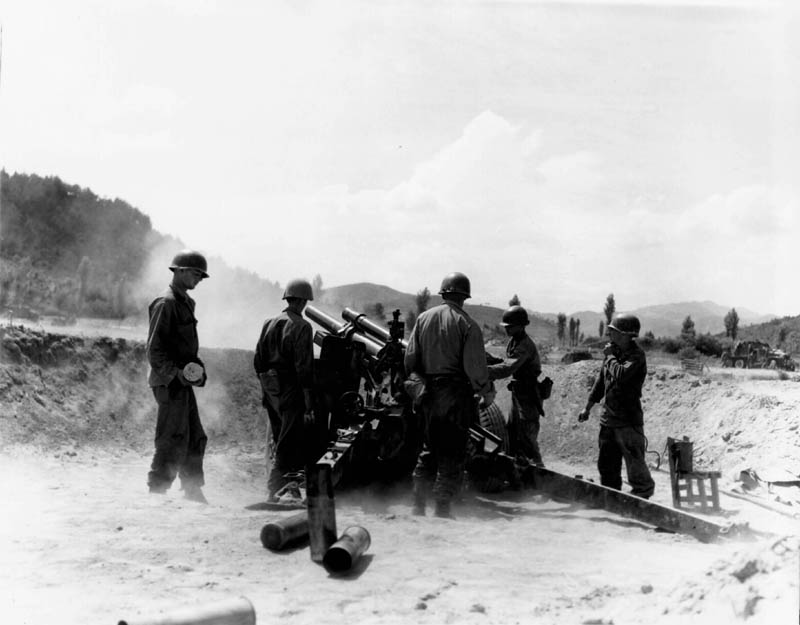
미군 포병이 왜관 근처에서 낙동강을 건너려는 북한군에게 발포한다.

왜관 남쪽에서는 두 개의 조선인민군 사단이 북쪽의 사단들과 협력하여 낙동강을 건널 준비를 하고 있었다. 송주 부근에 집결한 노련한 조선인민군 제3사단과 고령 지역에 집결한 미숙한 조선인민군 제10사단은 모두 공격을 위해 동원되었다. 이 두 사단은 제1기병사단 구역을 건넜다. 조선인민군 제3사단의 7연대는 8월 9일 03시경 왜관 다리 남쪽 3km 지점인 노천 근처에서 낙동강을 건너기 시작했다. 이 도하를 발견한 제5기병연대 부대는 조선인민군 부대에 자동화기 사격을 가하고, 미리 등록된 포병 사격을 도하 지점에 요청했다. 조선인민군 연대가 일부 사상자를 냈지만, 대부분의 병력은 동쪽 강둑에 도달하여 내륙의 언덕으로 이동했다. 약 30분 후, 8연대와 9연대가 남쪽으로 강을 건너기 시작했다. 이제 완전히 경계 태세를 갖춘 제5기병연대와 지원 박격포 및 포병대는 두 연대의 병력을 발견하여 격멸하고 서쪽 강둑으로 되돌려 보냈다. 소수의 조선인민군만이 동쪽 강둑에 도달했으며, 그들은 유엔군에 포로로 잡히거나 다음날 밤까지 숨어 있다가 강을 건너 후퇴했다.

### 삼각산
8월 9일 새벽, 대구에 있는 제1기병사단 지휘관 호바트 R. 게이 소장은 왜관 남쪽 사단 지역에서 조선인민군의 강 도하 소식을 들었다. 초기 보고가 모호했기 때문에 게이 장군은 상황을 더 파악할 때까지 반격을 보류하기로 결정했다. 그는 약 750명의 조선인민군 보병이 왜관 남동쪽 5km, 대구 북서쪽 16km 지점에 있는 "삼각산"으로도 알려진 268고지에 집결했다는 것을 빠르게 파악했다. 게이 장군은 사단에 적의 침투를 반격하여 강을 건너도록 강제하라고 명령했다. 그와 워커 장군은 이 공격이 기만책일 수 있으며, 조선인민군이 북쪽으로 더 큰 공격을 계획하고 있을 수 있다고 생각했다. 게다가 이 언덕은 보급선과 인접해 있어 중요했다. 주요 한국 남북 고속도로와 서울-부산 주요 철도가 삼각산 기슭을 지났다.
약 09시 30분, 게이 장군은 제7기병연대 제1대대에 조선인민군 침투에 대응하도록 명령했다. 이 대대는 대구 외곽의 야영지에서 71중전차대대 A중대 소속 전차 5대와 함께 268고지 기슭으로 이동했다. 한편, 61야전포병대대는 언덕에 집중 포격을 가했다.

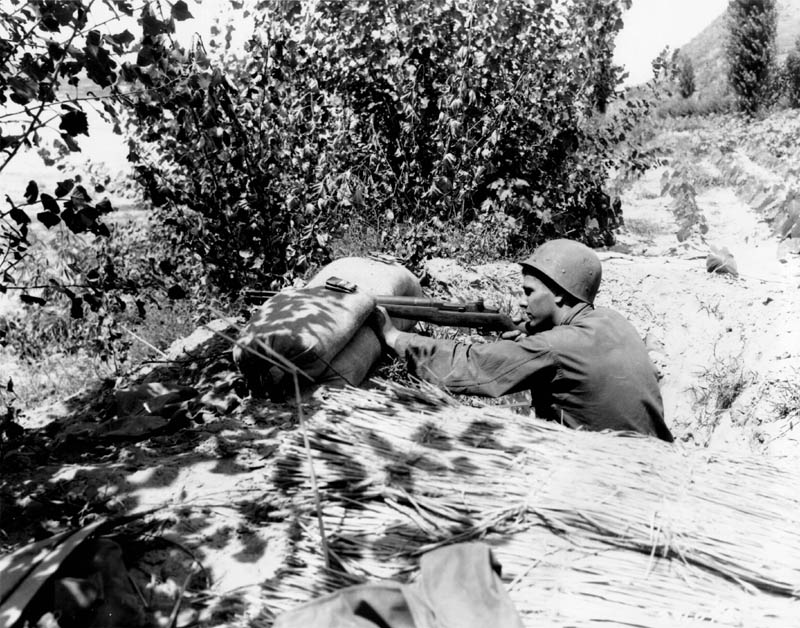
1기병사단 병사가 8월 13일 낙동강을 따라 북한 진지에 발포하고 있다.

약 12시, 포병대가 268고지에 포격을 가했고, 제1대대는 다음으로 154고지로 계속 진격하라는 명령을 받고 공격했다. 268고지는 약 1.2m 높이의 덤불과 2.4m에서 3m 높이의 나무로 빽빽하게 덮여 있었다. 날씨는 매우 더웠고, 많은 미군 병사들이 포병 사격과 제대로 조율되지 않은 공격 중에 열사병으로 쓰러졌다. 조선인민군은 공격을 격퇴했다.
다음날 아침, 8월 10일, 공습과 포격이 268고지를 강타하여 조선인민군 대대에 막대한 피해를 입혔다. 그날 오후, 게이 장군은 미군 전차 5대를 왜관 도로를 따라 이동하여 북서쪽에서 언덕의 역경사면을 향해 사격할 수 있도록 명령했다. 이 전차 사격은 포격으로부터 숨어 있던 조선인민군 병력을 불시에 덮쳤다. 두 포격 사이에 갇힌 조선인민군은 진지를 포기하기 시작했다. 미 보병 공격은 큰 어려움 없이 삼각산 정상에 도달했으며, 이 전투는 약 16시에 끝났다. 미군 포병과 박격포 사격은 이제 서쪽으로 옮겨져 조선인민군의 후퇴를 차단했다. 61야전포병대대에서 발사된 백린탄이 후퇴하려던 조선인민군 병력을 마을에서 붙잡았고, 그들은 미 보병에 의해 격멸되어 200명 이상이 사망했다. 그날 저녁 제7기병연대 제1대대는 사단 예비대로 복귀했으며, 제5기병연대 일부 병력이 268고지 확보를 완료했다.
조선인민군 제3사단 7연대는 언덕에서 괴멸되었다. 제7기병연대 제1대대는 이틀간의 전투에서 14명이 전사하고 48명이 부상당했다. 약 1,000명의 7연대 병력이 낙동강을 건너 268고지로 왔고, 그 중 약 700명이 사상자가 되었다. 포병과 박격포가 연대에 치명적인 사상자를 대부분 입혔다. 낙동강 동쪽을 건넌 후, 연대는 식량이나 탄약 보급을 받지 못했다. 약 300명의 생존자가 8월 10~11일 밤에 강을 건너 후퇴했다. 왜관 남쪽 낙동강을 건너려던 조선인민군 제3사단의 시도는 재앙으로 끝났다. 7연대 생존자들이 8월 12일경 사단에 합류했을 때, 한때 강력했던 제3사단은 약 2,500명의 병력만 남은 무질서한 부대로 축소되었다. 조선인민군은 이 사단을 증원군으로 재건하기 위해 예비대로 두었다.

### 용포 도하
대구 서남쪽 공격에 대한 조선인민군의 계획은 조선인민군 제10사단이 조선인민군 제3사단과 협력하여 공격하는 것을 요구했다. 아직 전투에서 시험되지 않은 제10사단은 7월 25일에 철도로 숙천을 출발하여 전선으로 향했다. 천안에서 열차에서 내려 대전을 거쳐 도보로 남하하여 8월 8일경 왜관 맞은편 낙동강에 도착했다. 사단은 특성동 부근에서 낙동강을 건너 동쪽으로 침투하여 부산에서 대구로 이어지는 유엔군 주요 보급로를 차단하라는 명령을 받았다. 사단은 8월 11일 고령 지역에 집결했다.
조선인민군 제10사단의 2개 연대, 즉 남쪽의 29연대와 북쪽의 25연대가 공격 도하를 감행하고 27연대는 예비로 대기했다. 29연대 제2대대는 사단 최초로 강을 건넌 부대였다. 병사들은 8월 11일/12일 밤, 현풍 서쪽에서 발각되지 않은 채 강을 건넜다. 그들은 현풍 남서쪽 3km, 409고지의 북쪽 능선인 265고지를 점령하고 기관총 진지를 설치했다. 다른 두 대대는 그 뒤를 이어 409고지를 점령했다. 409고지의 조선인민군은 곧 남쪽에서 북쪽으로 이동하며 남쪽에서 동시에 벌어지고 있는 제1차 낙동강 돌출부 전투 동안 제7기병연대와 접촉하려던 21보병연대 제24보병사단 소속 순찰대를 매복 공격했다.
더 북쪽에서는 25연대가 8월 12일 03시경 고령-대구 도로의 특성동 부근에서 낙동강을 건너기 시작했다. 제7기병연대 제2대대가 이 도하 지점을 방어하고 있었는데, 이곳은 대구 남서쪽 23km 지점이었다. 날이 밝을 무렵, 조선인민군 병력 300~400명이 위천동까지 침투했고, 제2대대 H중대가 근접 전투를 벌였다. 수류탄과 자동화기 공격으로 조선인민군은 중대의 전방 진지, 박격포 관측소, 중기관총 진지를 점령했다. 조선인민군은 용포 동쪽의 고지를 확보하여 주력 도하를 보호하려 했던 것으로 보인다. 그러나 09시경 제2대대는 77야전포병대대의 지원과 공습을 받아 조선인민군을 용포로 다시 밀어내고 분산시켰다.

### 제2차 용포 공격
8월 10일부터 12일까지 3일 동안 낙동강은 수심이 0.9m 감소했으며, 비가 오지 않고 무더운 날씨로 인해 여러 곳에서 무릎 깊이 정도에 불과했다. 이로 인해 강을 건너는 모든 시도가 상당히 쉬워졌다.
8월 14일 이른 아침, 특성동과 용포 사이의 폭파된 다리 부근에서 조선인민군의 낙동강 도하가 더욱 결연하게 시작되었다. 06시 20분경, 약 500명의 조선인민군 병력이 용포까지 침투했다. 15분 후, 제7기병연대 제2대대 병사들이 도하 지점 동쪽 1.6km 지점인 위천동에서 조선인민군과 교전했다. 08시 00분, 게이 장군은 제7기병연대 제1대대에 용포 지역으로 이동하여 제2대대를 지원하라고 명령했다.
강 서쪽의 조선인민군 포병 및 전차 사격이 보병 도하를 지원했다. 미군 공습과 포병 사격 아래에서도 대규모 조선인민군 증원군이 바지선을 타고 다리 근처를 건너고 있었다. 이 공격 또한 교착 상태에 빠졌고, 조선인민군의 가장 깊은 침투는 폭파된 다리에서 2.4km 떨어진 사무니동까지였다. 그곳에서 미군 경화기, 박격포, 포병의 집중 사격으로 그들은 강으로 다시 밀려났다. 정오 무렵, 많은 조선인민군 병력이 서쪽 강으로 다시 건너가려 했고, 미군 포병은 계속해서 그들을 포격하여 막대한 사상자를 발생시켰다.
날이 저물 무렵, 제7기병연대는 용포의 조선인민군 교두보를 제거했다. 낙동강의 사전 구축된 도하 지점에서 벌어진 유일한 대규모 전투에서 조선인민군 제10사단 25연대와 27연대는 치명적인 손실을 입었다. 제7기병연대는 강을 건너는 데 성공한 조선인민군 병력 1,700명 중 1,500명이 전사한 것으로 추정했다. 전투 이틀 후, H중대는 자신들의 진지 후방에 267명의 조선인민군 사망자를 매장했다고 보고했다. 그들의 진지 전방에서 G중대는 150명의 조선인민군 사망자를 확인했다. 대조적으로 G중대는 전투 중 전사 2명, 부상 3명만을 입었다. 첫 전투 임무였던 낙동강 도하에서 제10사단은 2,500명의 사상자를 냈다.

### 303고지

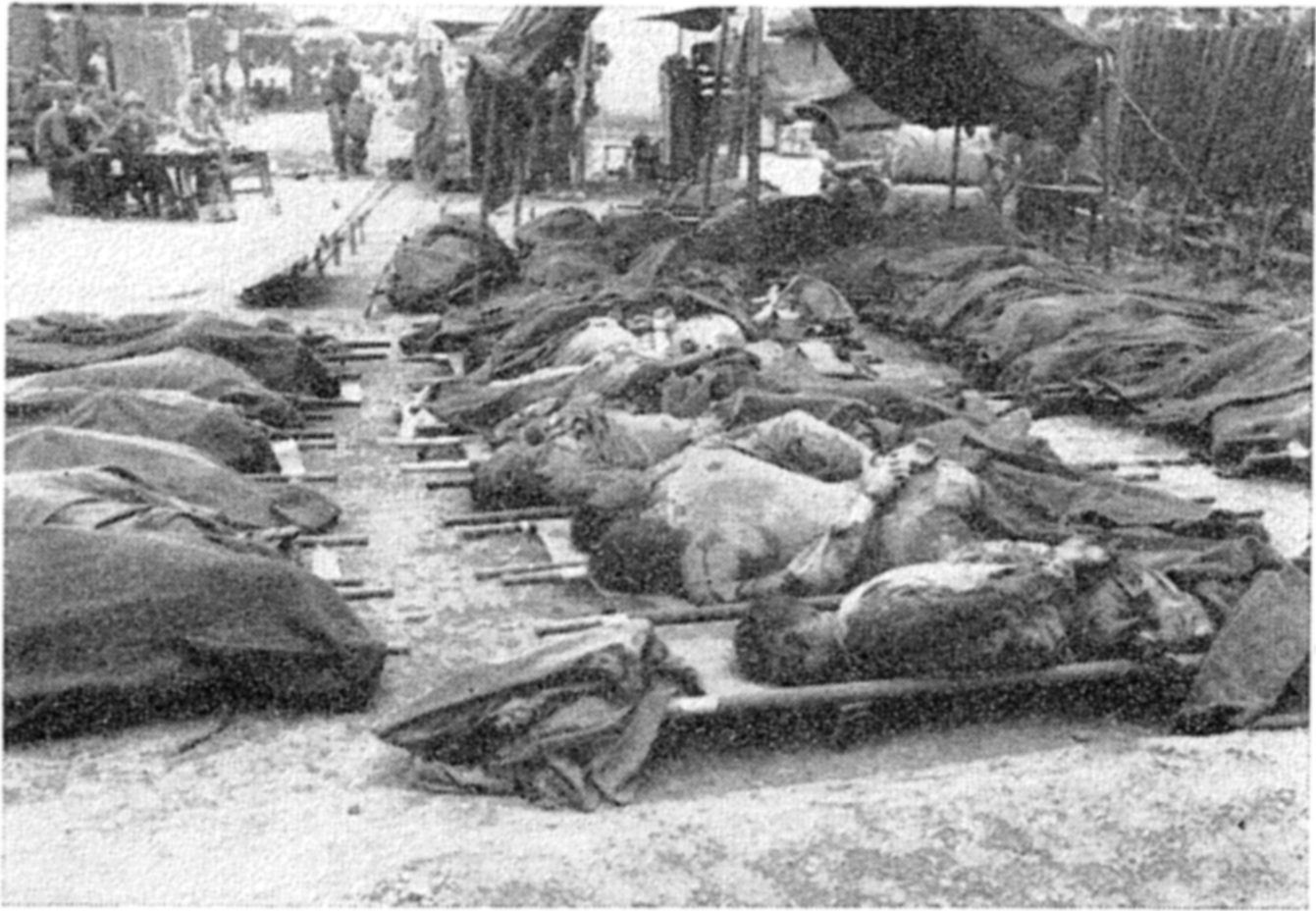
대한민국 왜관 근처에 모인 학살 희생자들의 시체, 많은 시체가 여전히 손이 묶여 있다.

조선인민군 제10사단이 특성동과 용포에서 제1기병사단 구역 남쪽을 건너는 것과 거의 동시에, 왜관 북쪽, 사단 구역과 국군 제1사단 구역 경계선 근처에서 또 다른 교전이 발생하고 있었다. 제1기병사단의 최북단 부대는 제5기병연대 G중대였다. 이 중대는 제8군의 최우익에 있는 가장 먼 진지인 303고지를 점령하고 있었다.
며칠 동안 유엔 정보원은 국군 제1사단 맞은편 낙동강 건너편에 조선인민군 병력이 대량으로 집중되어 있다고 보고했다. 8월 14일 이른 아침, 조선인민군 연대 하나가 왜관 북쪽 10km 지점에서 수중 다리를 통해 낙동강을 건너 국군 제1사단 구역으로 진입했다. 그날 밤 자정 직후, 미군-국군 경계선 바로 북쪽 고지에 있던 국군 부대가 이 병력의 공격을 받았다. 날이 밝자 공습으로 수중 다리가 부분적으로 파괴되었다. 조선인민군 공격은 남쪽으로 확산되었고, 12시까지 제5기병연대 G중대에 303고지에 조선인민군의 소화기 사격이 가해졌다. 다른 상륙 부대들처럼 동쪽 산으로 이동하는 대신, 이 병력은 남쪽으로 방향을 틀어 왜관으로 향했다.

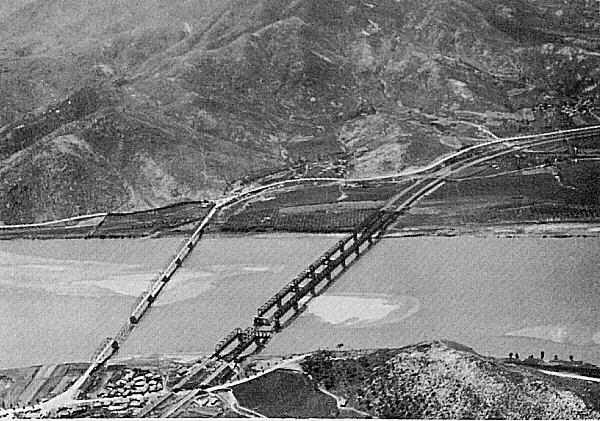
낙동강을 건너는 왜관교. 303고지가 오른쪽 하단에 보인다.

8월 15일 이른 아침, 303고지의 G중대 병사들은 언덕 기슭의 강변 도로를 따라 남쪽으로 이동하는 T-34 전차 2대의 지원을 받는 50명의 조선인민군 보병을 발견했다. 그들은 또한 후방으로 이동하는 또 다른 부대도 발견했는데, 이 부대는 빠르게 F중대에 소화기 사격을 가했다. 적의 포위망을 벗어나기 위해 F중대는 남쪽으로 철수했지만, G중대는 그렇지 않았다. 08시 30분까지 조선인민군은 G중대와 303고지에서 H중대 박격포반 지원 소대를 완전히 포위했다. 제5기병연대 B중대와 미군 전차 소대로 구성된 구원 부대가 G중대에 도달하려 했지만, 303고지를 포위하고 있는 조선인민군 부대를 뚫을 수 없었다.
그날 늦게, B중대와 전차들은 다시 언덕을 탈환하려 했으며, 이제 700명의 대대가 있는 것으로 추정되었다. 61야전포병대대와 82야전포병대대 일부는 낮 동안 언덕에 포격을 가했다. 밤 동안 G중대는 303고지에서 탈출하는 데 성공했다. 17일 새벽, 제5기병연대 1대대와 2대대 병력이 70전차대대 A중대의 지원을 받아 303고지를 공격했지만, 강력한 조선인민군 박격포 사격으로 왜관 외곽에서 저지되었다. 오전 동안 강력한 포병 사격이 언덕의 조선인민군 진지를 강타했다.
14시에 공습이 시작되어 네이팜탄, 재래식 폭탄, 로켓, 기관총으로 언덕을 공격했다. 공습과 포격은 조선인민군을 언덕에서 몰아내는 데 성공했다. 공습 후 보병은 15시 30분 저항 없이 언덕을 공격하여 16시 30분에 확보했다. 언덕 꼭대기에서 E중대와 F중대의 병력은 약 60명이었다. 포병과 공습으로 303고지에서 약 500명의 적군이 사망하거나 부상당했으며, 생존자들은 완전히 패주하여 도주했다.
8월 17일 303고지를 탈환하는 과정에서 제5기병연대는 H중대 박격포반 병력 26명의 시신을 발견했는데, 이들은 손이 뒤로 묶인 채 등에 총상을 입은 상태였다. 이 사건에 대한 첫 정보는 오후에 정찰병들이 303고지에서 자동화기 사격으로 부상당한 중박격포 소대 소속의 로이 매닝 일병을 데려오면서 알려졌다. 매닝은 공격 부대의 정찰병들을 볼 때까지 언덕을 기어내려왔다. 총 45명가량이 이 사건에서 조선인민군에게 사살되었고, 그 중 5명만이 살아남았다. 303고지 주변에서 처형된 총 인원수는 불분명하다. 왜냐하면 추가로 여러 명의 시신이 언덕 주변 다른 장소에서 처형된 증거와 함께 발견되었기 때문이다. 격분한 유엔군 사령관인 원수 더글러스 맥아더는 북한 지도자들에게 잔혹행위에 대한 책임이 있음을 경고하는 방송을 했다. 그러나 가로챈 문서들은 조선인민군 지휘부가 병사들의 행동에 대해서도 우려하고 있었으며, 전쟁 포로 살해를 제한하는 명령을 내렸음을 보여준다.

### 융단폭격
왜관과 303고지 북동쪽 산악 지대에서는 8월 중순 내내 국군 제1사단이 조선인민군의 공격에 계속 시달렸다. 국군 제1사단에 대한 조선인민군의 압력은 결코 오랫동안 멈추지 않았다. 백선엽 준장의 지휘 아래 이 사단은 대구로 접근하는 산악 지형을 매우 치열하게 방어했다. 미군 계획자들은 조선인민군의 주공이 서쪽에서 올 것이라고 믿었고, 그래서 미군 지휘부는 대구 서쪽에 병력을 집결시켰다. 미군 지휘부는 대구 근처에 최대 4만 명의 조선인민군 병력이 있을 것이라고 오판했다. 이 숫자는 전체 방어선에 걸쳐 7만 명의 병력밖에 없었던 실제 조선인민군 병력보다 많았다. 제1기병사단 지역의 미군 포병 사격이 이 지역에서 국군을 지원했다. 사단 13연대는 여전히 강변에 일부 진지를 유지하고 있었고, 11연대와 12연대는 다부동 서쪽과 북서쪽, 낙동강 동쪽 6.4~9.7km의 수암산과 유학산의 높은 산악 지대에서 조선인민군과 교전했다. 조선인민군은 왜관 북쪽 9.7km 지점의 낙동강을 가로지르는 수중 다리를 주요 보급 및 증원 경로로 계속 사용했다. 유엔군은 이 다리를 계속해서 목표로 삼았고, 심지어 M114 155mm 곡사포로 직접 타격했지만, 심각한 피해를 입지는 않았다.

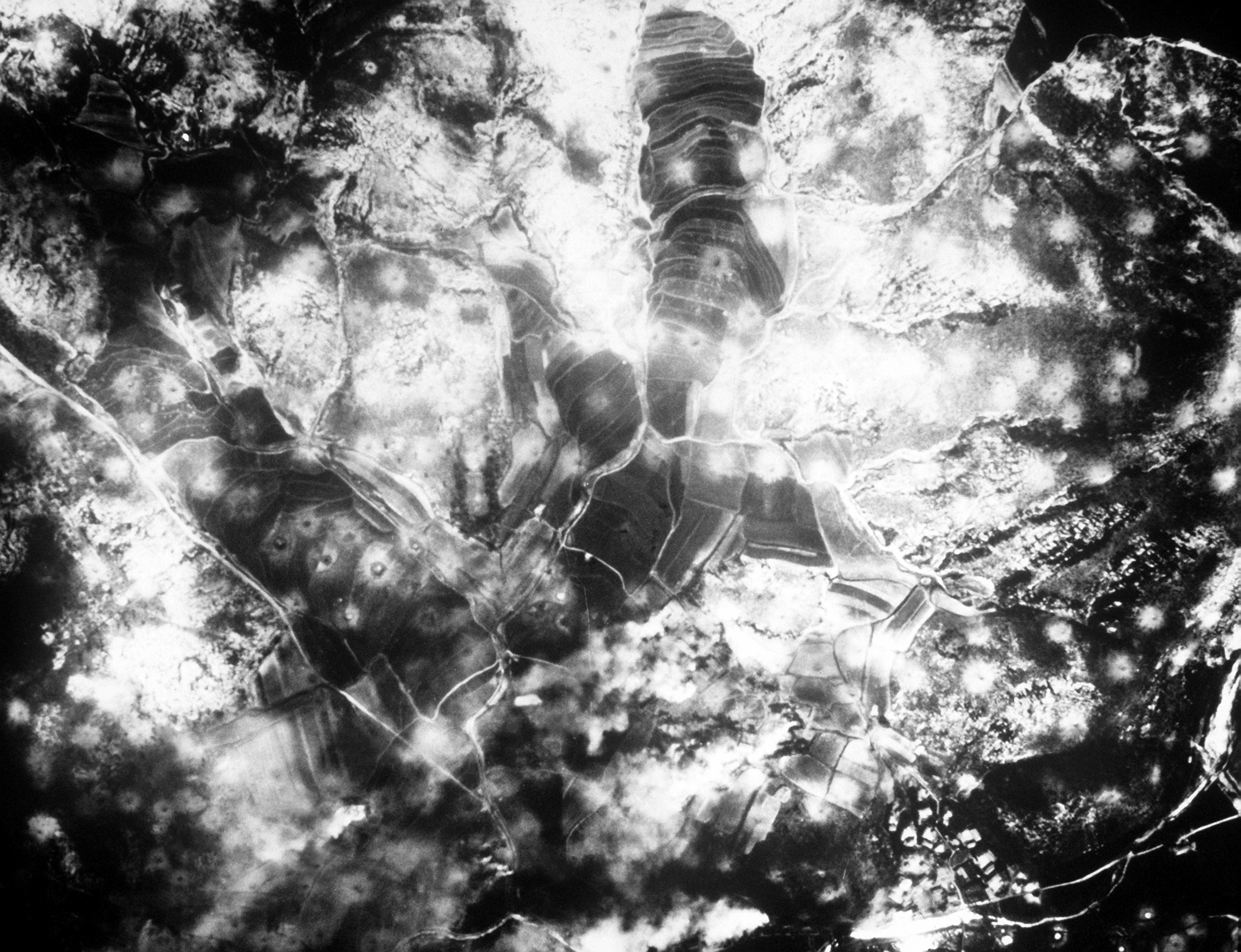
미 공군 폭격기가 왜관 근처에 중폭탄을 투하하고 있다.

8월 중순 내내 조선인민군은 국군 13연대와 미군 5기병연대 주둔지를 맹렬히 공격했다. 이 공격은 다부동 지역의 국군 1사단 주력에 대한 압력과 더불어 대구에 대한 유엔군의 통제를 위협하기 시작했다. 8월 16일, 국군 경찰 750명이 약화된 군 전선을 보강하기 위해 도시 외곽에 배치되었다. 피난민들로 인해 대구의 평소 인구 30만 명이 70만 명으로 늘어났다. 8월 18일, 조선인민군 포탄 몇 발이 대구에 떨어지자 시민들 사이에 위기가 고조되는 듯했다. 철도역 근처에 떨어진 포탄은 기관차 창고를 파손하고, 조차용 기관차 한 대를 파괴했으며, 한국 민간인 한 명을 죽이고 여덟 명을 다치게 했다. 그 후 경북도청은 대구 대피령을 내렸고, 이승만 대통령은 국가 지도자들을 부산으로 옮겼다. 대피령이 내려지자 수많은 패닉에 빠진 한국 피난민들이 도시에서 나오는 도로를 꽉 메워 모든 군사 교통을 막을 위험이 있었지만, 미8군은 결국 대피를 중단시켰다.
8월 14일, 맥아더 장군은 조지 E. 스트레이트메이어 중장에게 국군 제1사단 맞은편 낙동강 서쪽 70km2 직사각형 지역에 융단폭격을 실시하라고 명령했다. 정보에 따르면 이 지역에 가장 많은 적군 병력이 집중되어 있었으며, 일부 추정치에 따르면 조선인민군 4개 사단과 여러 기갑 연대가 총 4만 명에 달했으며, 이들은 대구 공격을 위해 이 지역을 집결지로 사용하고 있었다. 제1기병사단을 지휘하는 게이 장군은 폭격에 왜관 북동쪽 지역을 포함해 줄 것을 여러 차례 요청했다. 이 요청은 폭격이 제1기병사단과 국군 제1사단 병력에 사상자를 낼 수 있다는 우려 때문에 거부되었다. 스트레이트메이어는 그의 항공기가 4.8km 정사각형보다 큰 지역을 성공적으로 융단폭격할 수 없을 것이라고 생각했지만, 맥아더의 명령을 따랐다.
8월 16일 11시 58분, 19폭격단, 22폭격단, 92폭격단, 98폭격단, 307폭격단 소속 B-29 슈퍼포트리스 98대 중 첫 번째 편대가 일본과 오키나와섬에 있는 미국 태평양 공군 기지에서 목표 지역에 도착했다. 마지막 비행기는 12시 24분에 목표 지역을 떠났다. 폭격기들은 3,000m 고도에서 약 960톤의 230kg 및 450kg 폭탄을 투하했다. 이 공격에는 극동 공군 폭격 부대의 모든 역량이 동원되었으며, 230kg 폭탄 3,084발과 450kg 폭탄 150발을 투하했다. 이는 제2차 세계 대전의 노르망디 전투 이후 미 공군의 가장 큰 작전이었다.
워커 장군은 다음 날 맥아더 장군에게 폭격으로 인한 조선인민군의 피해를 연기와 먼지 때문에 평가할 수 없으며, 조선인민군 사격 때문에 지상군이 도달할 수 없다고 보고했다. 나중에 조선인민군 포로로부터 얻은 정보에 따르면, 극동 사령부가 낙동강 서쪽에 여전히 있을 것이라고 생각했던 적 사단들은 이미 동쪽으로 강을 건너 폭격 지역에 없었다. 폭격으로 조선인민군 병사 한 명도 사망했다는 증거는 발견되지 않았다. 그러나 폭격은 상당수의 조선인민군 포병대를 파괴한 것으로 보인다. 유엔 지상군 및 공군 사령관들은 적의 집중 병력에 대한 정확한 정보가 있고 상황이 위급하지 않으면 향후 대규모 융단 폭격 공격에 반대했다. 대신 그들은 전투폭격기와 급강하폭격기가 지상군을 더 잘 지원할 것이라고 권고했다. 그들은 이후 8월 19일로 예정되었던 낙동강 동쪽 지역의 두 번째 폭격을 취소했다.

## 여파
대구 주변 전투에서는 조선인민군이 반복적으로 도시를 공격하려 시도했다. 그러나 조선인민군은 미군과 국군 병력, 그리고 공습에 의해 계속 저지되거나 지연되었다. 5개 조선인민군 사단은 각각 막대한 사상자를 냈고, 계속되는 손실과 보급 부족으로 인해 결국 무너졌다. 그러나 이들 사단의 일부 병력은 산속으로 흩어질 수 있었다. 이 병력 중 일부는 나중에 다른 전투를 위해 집결했다. 조선인민군의 마지막 잔존 병력은 볼링장 전투에서 최종적으로 패배했다.
제1기병사단의 사상자는 비교적 경미했다. 이 사단은 303고지에서의 사상자를 포함하여 총 약 600명의 사상자를 냈으며, 약 200명이 전사했다. 확고한 진지에 있던 미군은 낙동강을 공개적으로 건너던 조선인민군 부대를 포병 사격과 공습으로 격멸할 수 있었다. 303고지에서 실제로 몇 명의 포로가 붙잡혔는지에 대한 상충되는 기록 때문에, 전투에서 사망한 병사 수와 처형된 포로 수를 정확히 파악하기는 어렵다. 조선인민군은 훨씬 더 많은 사상자를 냈으며, 전사율도 훨씬 높았다. 여기에는 용포에서 2,500명, 303고지에서 500명, 그리고 삼각산에서 700명이 포함되었다. 이는 총 3,700명 이상의 병력이 전사한 것을 의미하지만, 융단 폭격 작전의 정확한 사상자 수는 알 수 없다. 유엔군 정찰대가 이 지역을 훨씬 나중에야 정찰할 수 있었기 때문이다.

### 주해
1. ↑  이하로 남한과 북한이라는 단어는 두 국가가 같이 서술되었을 때만 사용됨.

### 인용구
1. ↑  Stokesbury 1988, 14–15쪽.
2. ↑  Stokesbury 1988, 40–41쪽.
3. ↑  Stokesbury 1988, 42쪽.
4. ↑  Stokesbury 1988, 44쪽.
5. ↑  Varhola 2000, 3쪽
6. 1 2  Alexander 2003, 52쪽
7. ↑  Stokesbury 1988, 47–48쪽.
8. ↑  Catchpole 2001, 15쪽
9. 1 2  Varhola 2000, 4쪽
10. ↑  Alexander 2003, 90쪽
11. ↑  Alexander 2003, 105쪽
12. ↑  Fehrenbach 2001, 103쪽
13. ↑  Appleman 1998, 222쪽
14. ↑  Stokesbury 1988, 57–58쪽.
15. ↑  Appleman 1998, 221쪽
16. ↑  Alexander 2003, 114쪽
17. ↑  Catchpole 2001, 24쪽
18. ↑  Catchpole 2001, 25쪽
19. ↑  Appleman 1998, 247쪽
20. ↑  Fehrenbach 2001, 135쪽
21. ↑  Appleman 1998, 335쪽
22. 1 2 3 4  Appleman 1998, 337쪽
23. ↑  Appleman 1998, 253쪽
24. ↑  Appleman 1998, 254쪽
25. ↑  Leckie 1996, 112쪽
26. ↑  Appleman 1998, 336쪽
27. 1 2 3 4 5  Catchpole 2001, 31쪽
28. 1 2  Appleman 1998, 338쪽
29. 1 2 3 4 5  Appleman 1998, 339쪽
30. 1 2  Leckie 1996, 113쪽
31. 1 2 3  Alexander 2003, 141쪽
32. 1 2 3 4  Appleman 1998, 340쪽
33. 1 2 3 4 5 6 7 8 9 10 11  Alexander 2003, 142쪽
34. 1 2 3 4  Appleman 1998, 341쪽
35. 1 2  Appleman 1998, 342쪽
36. 1 2 3 4  Appleman 1998, 343쪽
37. 1 2 3  Appleman 1998, 344쪽
38. 1 2 3 4  Appleman 1998, 345쪽
39. 1 2  Appleman 1998, 346쪽
40. 1 2 3 4 5  Appleman 1998, 347쪽
41. 1 2 3  Alexander 2003, 144쪽
42. 1 2 3  Fehrenbach 2001, 136쪽
43. ↑  Ecker 2004, 16쪽
44. ↑  Ecker 2004, 17쪽
45. ↑  Leckie 1996, 114쪽
46. ↑  Paik 1992, 28쪽
47. 1 2 3 4  Appleman 1998, 351쪽
48. 1 2 3  Appleman 1998, 352쪽
49. 1 2 3 4  Alexander 2003, 143쪽
50. 1 2  Fehrenbach 2001, 137쪽
51. 1 2 3 4 5  Appleman 1998, 353쪽
52. ↑  Ecker 2004, 14쪽
53. ↑  Ecker 2004, 15쪽

### 참고 문헌
- Alexander, Bevin (2003), 《Korea: The First War We Lost》, Hippocrene Books, ISBN 978-0-7818-1019-7
- Appleman, Roy E. (1998), 《South to the Naktong, North to the Yalu: United States Army in the Korean War》, Department of the Army, ISBN 978-0-16-001918-0, 2013년 11월 2일에 원본 문서에서 보존된 문서, 2020년 12월 14일에 확인함  이 문서는 퍼블릭 도메인 출처의 본문을 포함합니다.
- Catchpole, Brian (2001), 《The Korean War》, Robinson Publishing, ISBN 978-1-84119-413-4
- Ecker, Richard E. (2004), 《Battles of the Korean War: A Chronology, with Unit-by-Unit United States Casualty Figures & Medal of Honor Citations》, McFarland & Company, ISBN 978-0-7864-1980-7
- Fehrenbach, T.R. (2001), 《This Kind of War: The Classic Korean War History – Fiftieth Anniversary Edition》, Potomac Books Inc., ISBN 978-1-57488-334-3
- Leckie, Robert (1996). 《Conflict: The History Of The Korean War, 1950–1953》. Da Capo Press. ISBN 978-0-306-80716-9.
- 백선엽 (1992), 《From Pusan to Panmunjom》, Riverside, NJ: Brassey Inc., ISBN 0-02-881002-3
- Stokesbury, James L. (1988). 《A Short History of the Korean War》. New York, New York: William Morrow & Co. ISBN 0-688-09513-5.
- Varhola, Michael J. (2000), 《Fire and Ice: The Korean War, 1950–1953》, Da Capo Press, ISBN 978-1-882810-44-4